# Takeshi Kawamoto
Takeshi Kawamoto –en japonés, 川本武史, Kawamoto Takeshi– (Seto, 19 de febrero de 1995) es un deportista japonés que compite en natación. Ganó dos medallas de bronce en el Campeonato Mundial de Natación en Piscina Corta, en los años 2016 y 2018, en la prueba de 4 × 100 m estilos.

## Palmarés internacional
| Campeonato Mundial en Piscina Corta | Campeonato Mundial en Piscina Corta | Campeonato Mundial en Piscina Corta | Campeonato Mundial en Piscina Corta |
| Año                                 | Lugar                               | Medalla                             | Prueba                              |
| ----------------------------------- | ----------------------------------- | ----------------------------------- | ----------------------------------- |
| 2016                                | Windsor (Canadá)                    | Medalla de bronce                   | 4 × 100 m estilos                   |
| 2018                                | Hangzhou (China)                    | Medalla de bronce                   | 4 × 100 m estilos                   |